# Kostel Navštívení Panny Marie (Borovany)
Kostel Navštívení Panny Marie je součástí Borovanského kláštera (zámku), bývalého kláštera augustiniánů v obci Borovany okres České Budějovice. Založen byl Petrem z Lindy na místě původního kostela sv. Václava a budován v letech 1459–1466. Je chráněn jako kulturní památka České republiky od 3. 5. 1958.

## Historie
Založení kostela probíhalo v roce 1455, jeho dokončení kolem 3. čtvrtiny 15. století.
Kostel byl založen Petrem z Lindy († 1473) na místě původního farního kostela sv. Václava (připomínaného v roce 1339). Vybudován byl v roce 1466, poté se začalo se stavbou kláštera.
Proběhly zde barokní přístavby v 18. století (věž 1729, klenba presbytáře 1746). Protáhlé jednolodí s vtaženými pilíři v lodi je zaklenuto čtyřmi poli jednoduchých síťových hvězdových kleneb, žebra hruškového profilu vybíhají z válcových přípor s římsovými hlavicemi. Kruchta je podklenuta hvězdovou klenbou se stejným vzorcem jako v lodi.

### Umístění
Na severní straně přiléhá ke kostelu klášter – z 3. čtvrtiny 15. století, byl vybudován po roce 1466 (po smrti zakladatele za patronátu Rožmberků). Křížová chodba je klenutá síťovými žebrovými klenbami předhusitských vzorců (východní a severní křídlo srv. Žumberk a Horní Stropnice). V patře jsou pozdně gotické pravoúhlé portály s okoseným ostěním a diamantovými patkami. Jedná se o jediný příklad jihobavorského vlivu u nás (Líbal).

## Popis stavby

### Popis exteriéru

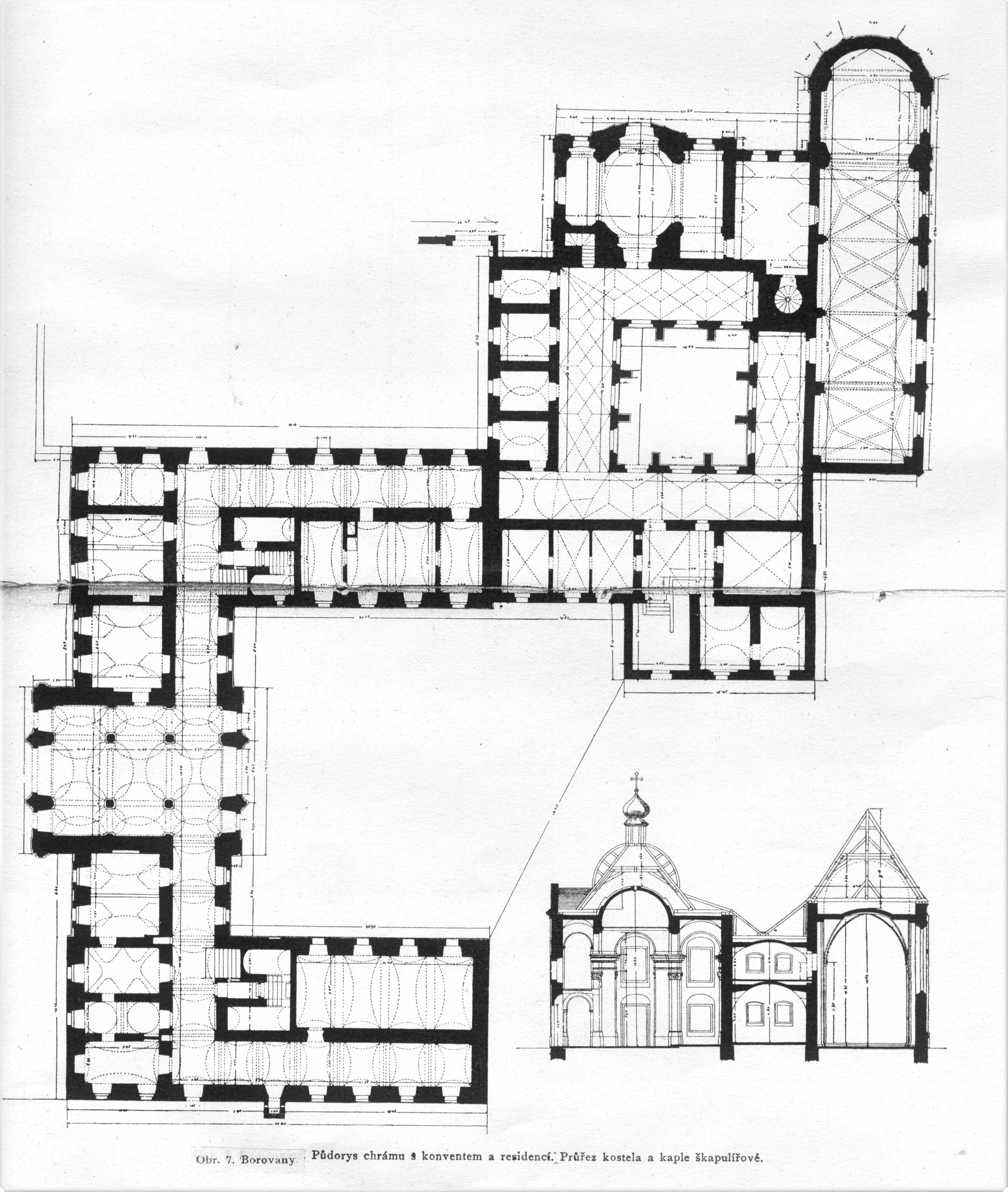
Půdorys kláštera v Borovanech

Chrám Navštívení Panny Marie (farní) je budova orientovaná, omítnutá. Jižní stěna lodi je rozčleněna čtyřmi dekorativními pilíři, které vystupují ze soklu v různé výšce od země bez podpory, klínovitě dvěma stranami (0,35 m) trojbokého hranolu a dvakrát jsou přerušeny malou římsou. Dva vybíhají do štítků, lemované záclonovým obloučkem a zakončené bambulkou, dva mají na vrcholu cimbuří tři zuby. Rohový, částečně zazděný pilíř na jihozápadním konci vyniká pravidelně třemi stranami čtyřbokého hranolu, přerušen římsami a zakončen štítkem. Zdivo presbytáře je rozčleněno pilastry.
V jižní zdi lodní jsou čtyři velká gotická okna, zbavená prutů a kružeb. Presbytář má z každé strany jednoduché barokní okno. V západním průčelí je patrno původní gotické okno, později v okrouhlé proměněné a nakonec úplně zazděné. Vysoký průčelní štít je proveden z neomítnutých cihel a rozčleněn na způsob panelu, zdoben lesénkami a hrotitými obloučky. Profilována obruba je čistě vypracována z granulitu a nahoře se nachází ozdobný kříž. Barokní věž je kryta ozdobnou cibulovitou bání.

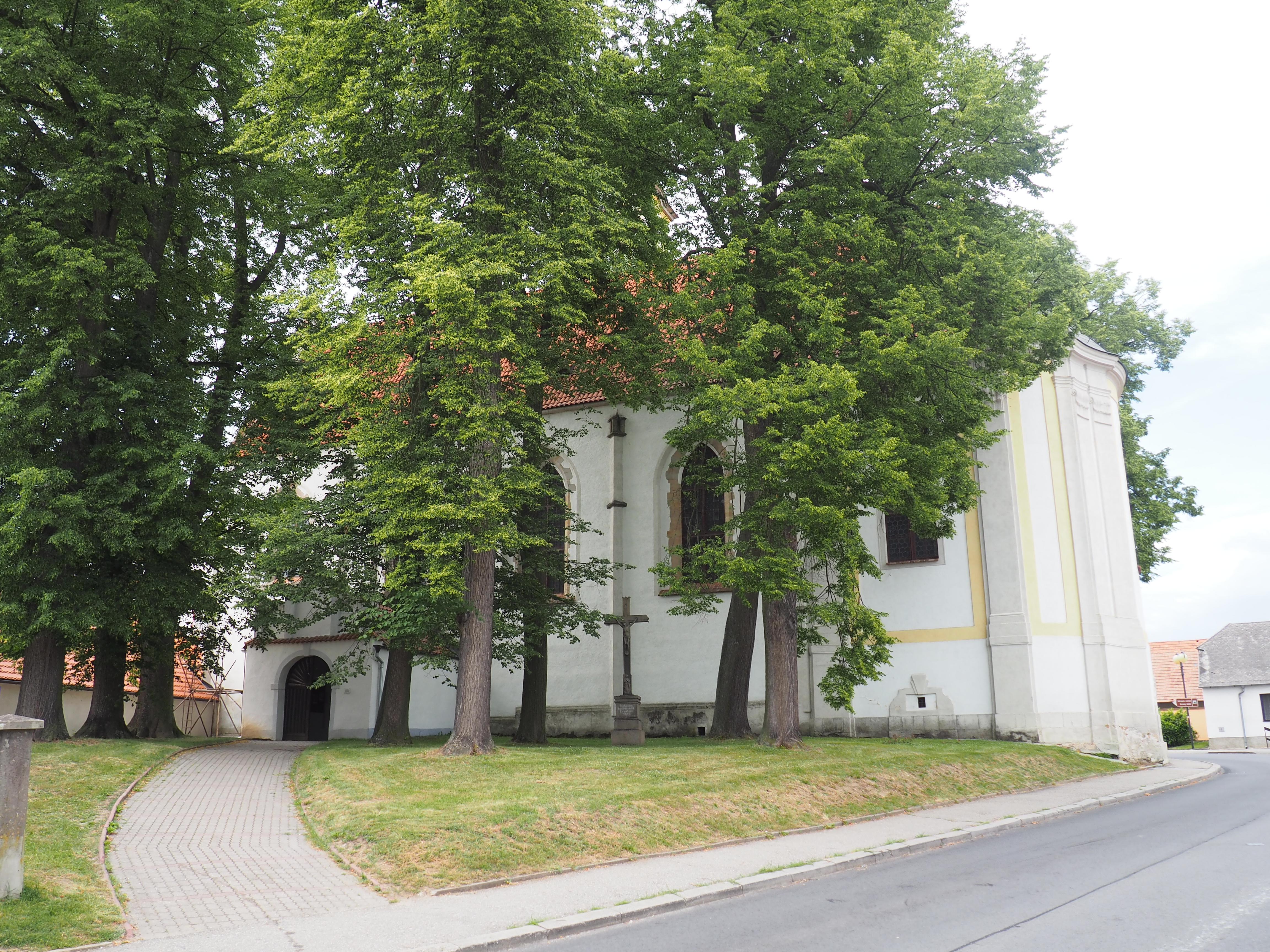
Pohled z Nádražní ulice

### Vstup z exteriéru a popis vnitřních prostor
Z předsíně později přilepené k jižní straně, vcházíme upravenými dveřmi do kostela. Kostel je 32,68 m dlouhý, 8,10 m široký a 12,20 m vysoký. Uvnitř jsou tři páry opěrných pilířů s příporami, vystupujícími z líce zdi. Tyto přípory rozdělují opticky loď na čtyři nestejně dlouhá travé (6,30-5,20-6,10-6,30 m).

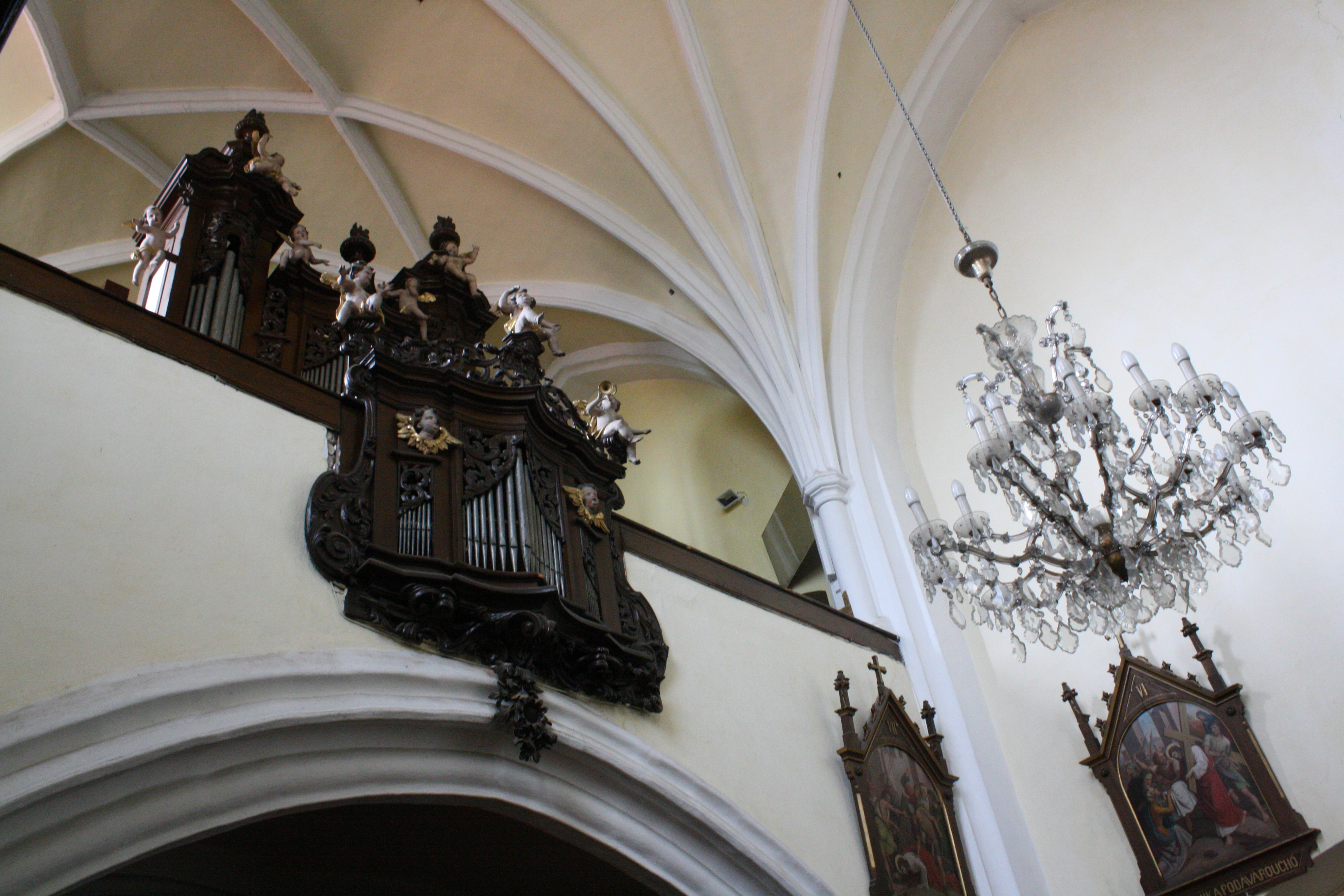
Kruchta

#### Kruchta
Západní travé vyplňuje empora, na níž bývala mnišská kruchta. Patky jejího podklenutí jsou založeny u roviny dlažby. Z každého koutu vystupují dvě silná, hruškovitě profilovaná žebra rozvětvující se v čtyřcípou hvězdovou klenbu s vloženým obrazcem. Při výšce 3,80 m působí klenba tísnivě ale otevírá se do lodi bohatě profilovaným hrotitým obloukem.

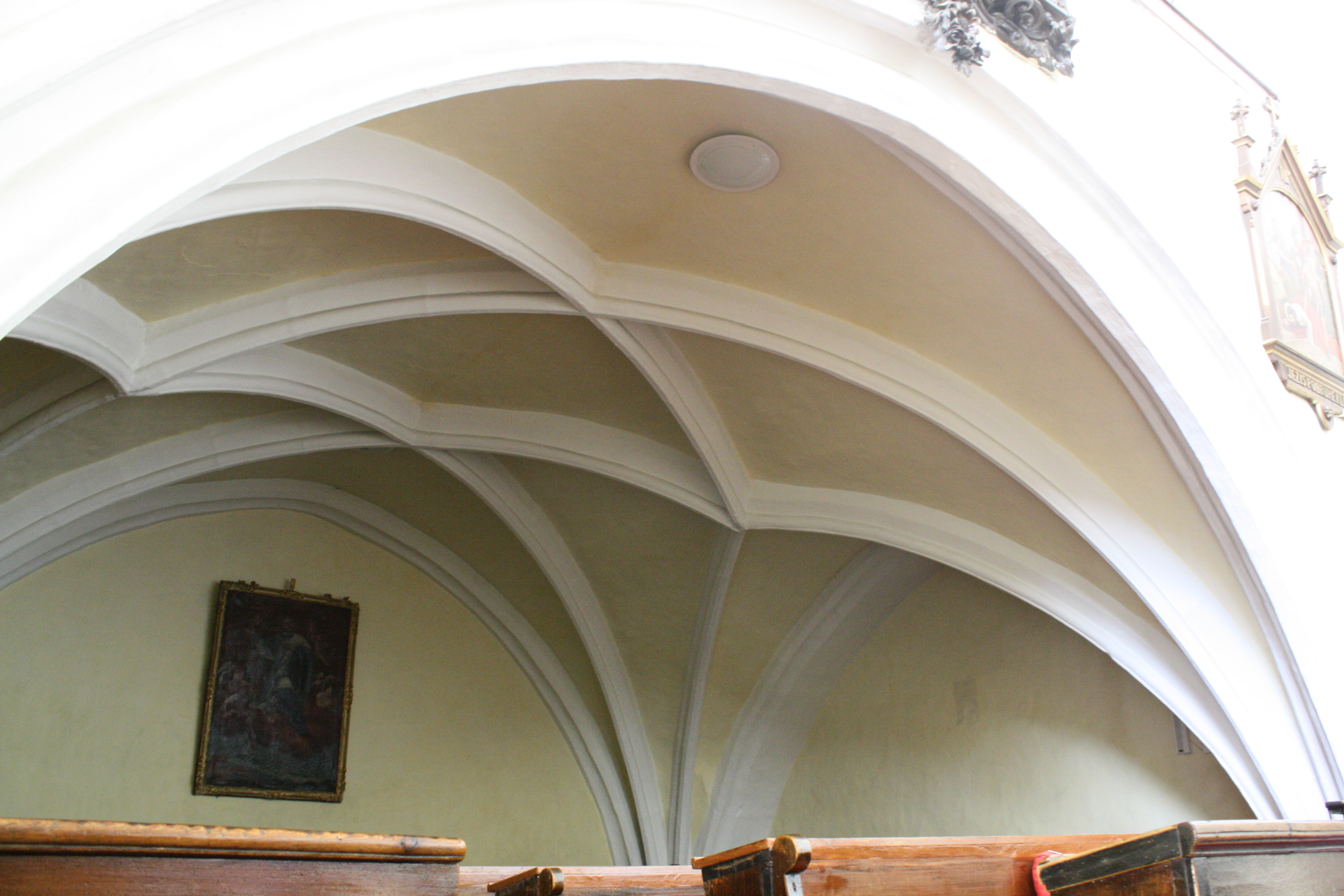
Klenba podkruchtí

#### Loď

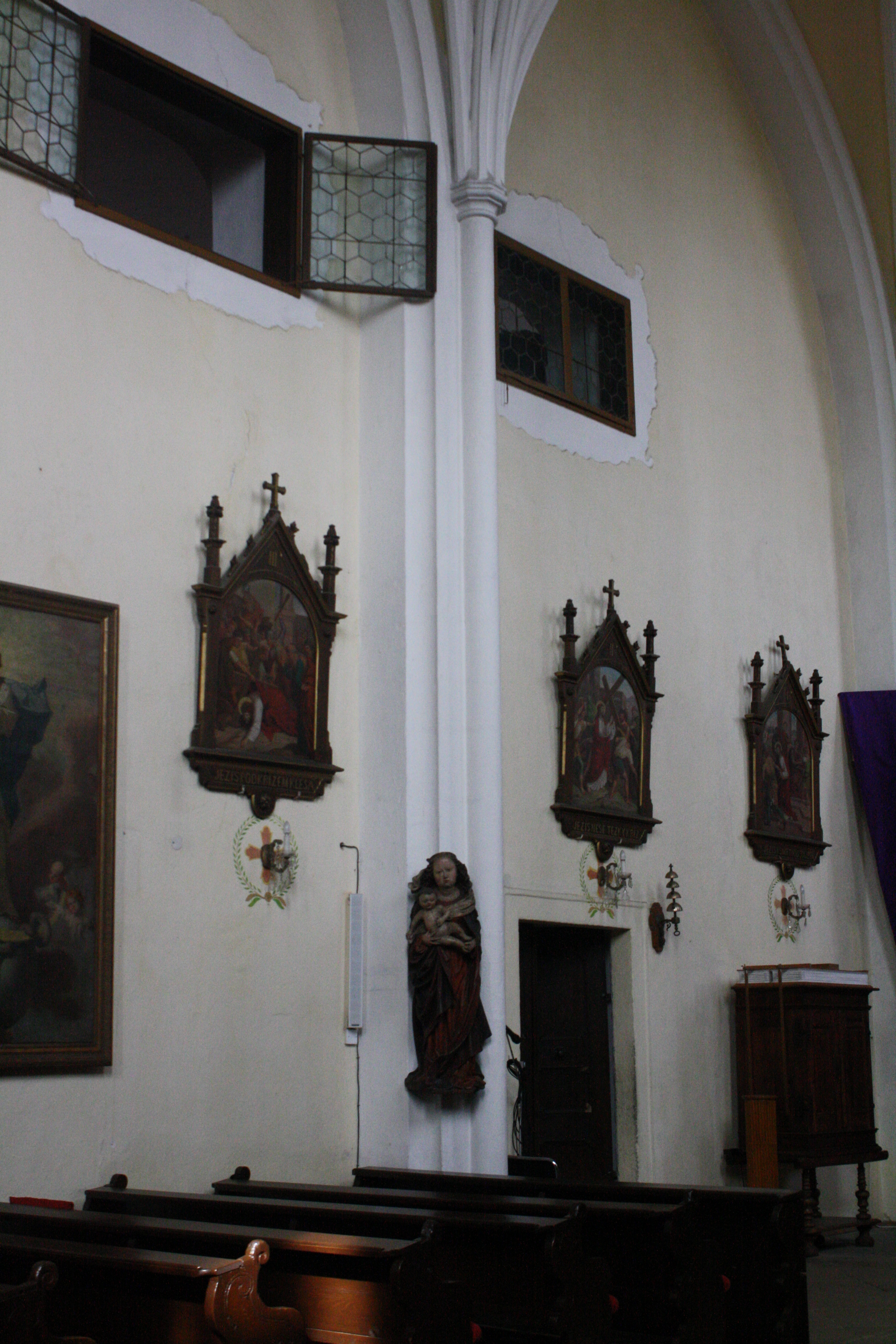
Interiér - přípora a okna oratoře

Pilastry jsou 0,73 m široké, mají hrany otupené žlábkem a šikmým páskem a na čelní straně válcovitou příporu, vystupující dvěma třetinami obvodu; ta leží na 0,45 m vysokém, osmihranném podvalu, má antickou patku a hlavici složenou z oblounů a žlábků, krytou polygonální deskou.

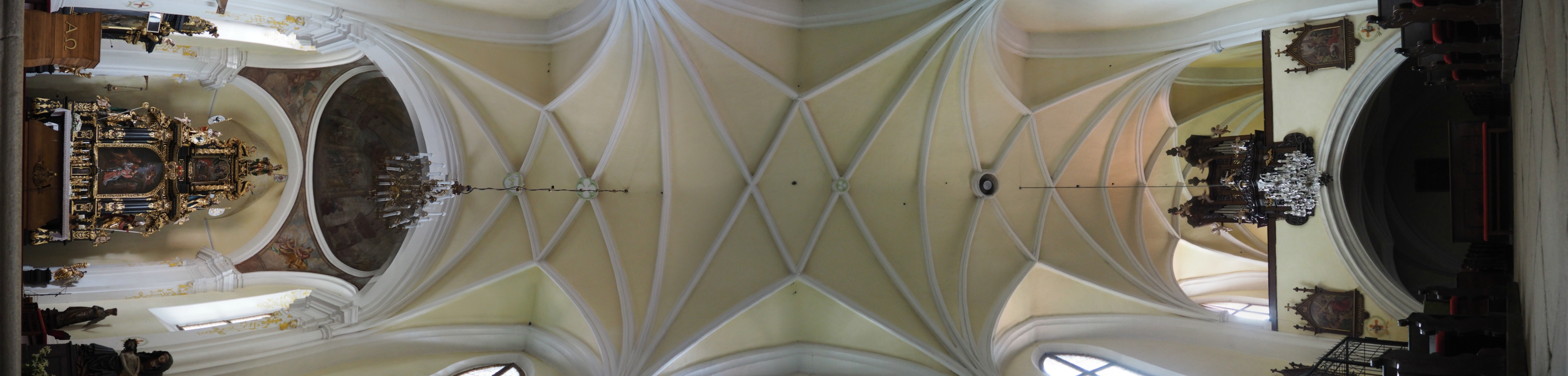
Panoramatický pohled na klenutý strop kostela

#### Klenba v lodi
Od hlavic pilastrů se rozvětvují hruškovitě profilovaná žebra síťové klenby, ve vrcholech se nachází několik svorníků různé velikosti a podoby. Presbytáři nejbližší, veliký lichoběžníkový, svorník nese znak Petra z Lindy. Následující je ozdoben jetelovým čtyřlistem, třetí trojlistem a ve čtvrtém je otvor.

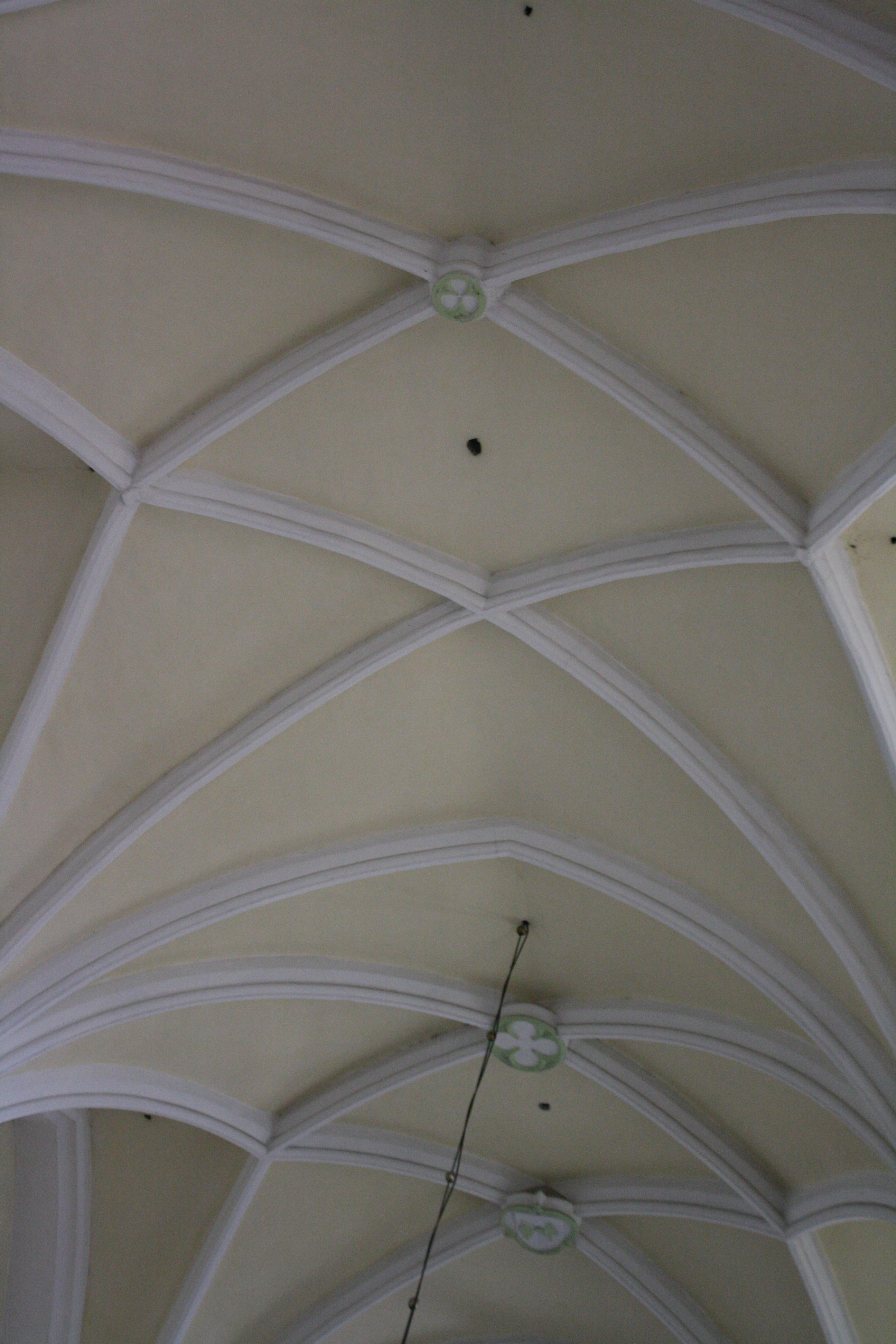
Síťová klenba v lodi

#### Presbytář
Barokní kněžiště(presbytář) má eliptický závěr, stěny rozčleněné pilastry a římsami. Strop tvoří báňovitá klenba, zdobená zašlými freskami. Původní presbytář byl polygonální a měl navenek pilíře se dvěma ústupky.

#### Sakristie

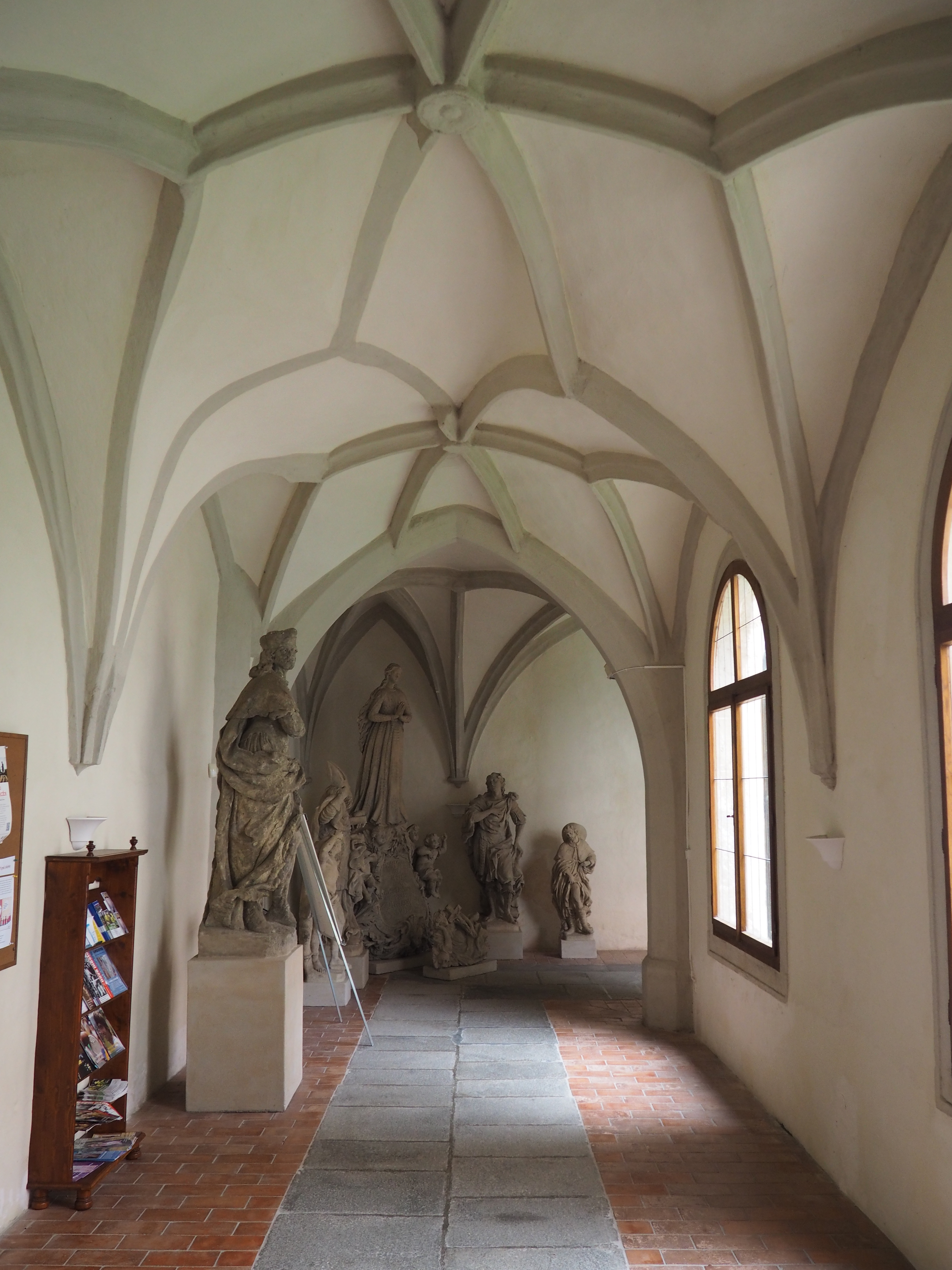
Chodba se síťovou klenbou, propojující klášter s kostelem

Z prvního travé lodi vedou jednoduché dveře do sakristie zbudované v 18. století. V ní je veliká kredenční síň, na hořejší části zdobená intarsiemi, a cínová, porouchaná lavatoř v podobě koule s dračí hlavičkou na výtoku.

#### Oratoř
Nad sakristií se nachází oratoř se dvěma okny ven, dvěma menšími okny do prostoru kostela a dveřmi vedoucími přes emporu na kazatelnu Škapulířové kaple. Oratoř je spojena se sakristií kamenným točitým schodištěm, vedle kterého jsou zároveň dveře vedoucí do prostor horního patra kláštera.

#### Vybavení kostela
Ve vnitřních prostorách kostela Navštívení Panny Marie jsou umístěny tři oltáře. V čele kostela, na jeho podélné ose, se nachází hlavní oltář z roku 1679. Jako další lze vidět po stranách novogotický oltář sv. Anny z roku 1861 a také oltář sv. Maří Magdaleny z 18. století. Nachází se zde taktéž sochy sv. Ludmily a Piety z pozdně gotického období. V průběhu 18. století byly do kostela pořízeny nové varhany, za kterými se nacházejí místa pro sezení chóru. Dalším příbytkem vybavení byla kamenná křtitelnice a nástropní freska v presbytáři. Tuto desku zhotovil známý jihočeský malíř František Jakub Prokyš.

#### Věž se zvony
Po levé ruce před vstupem do oratoře najdeme dveře vedoucí k dřevěnému schodišti do věže se třemi zvony.

##### ZvonNejsvětější Trojicez roku1498
Průměr 105 cm, výška 84 cm, má kolem čepce minuskulní nápis:
Ξ ad honorem Ξ somme frinifati † 7 † individve † vnifati † anno † domini † milesinno † quadringentesimo † nanjesimo † vetavo iohanes cantarista (lvíček.)
Na plášti je vyobrazen sv. Jan Evangelista.

##### Dva menší zvony byly r. 1890 vČeských BudějovicíchodR. Pernera(přelity)

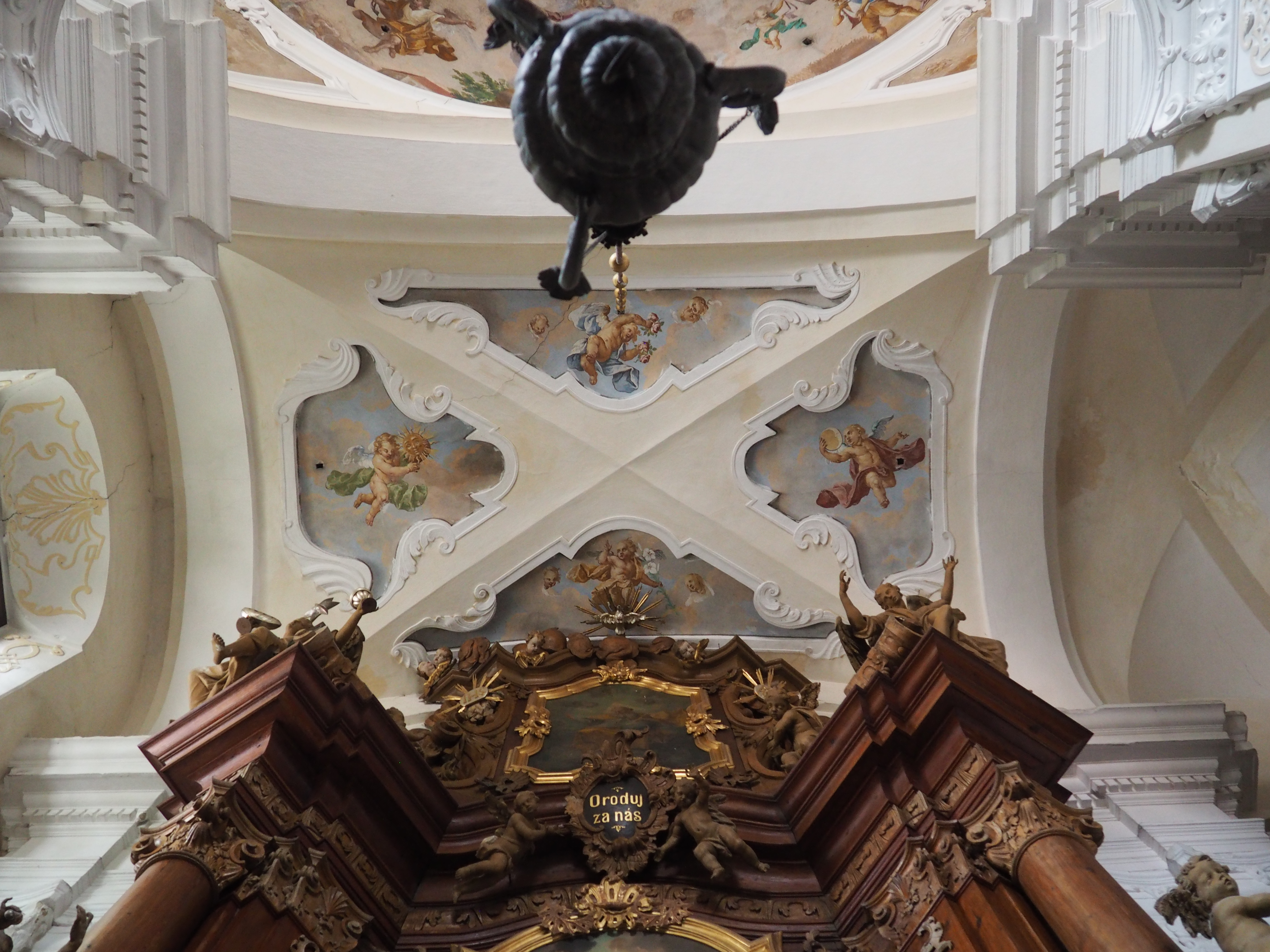
Strop nad oltářem ve Škapulířové kapli

###### Zvonsv. Václavaz roku 1437
Průměr zvonu je 73 cm a jeho hmotnost čítala 245 kg. Kolem čepce byl minuskulní nápis:
† anno domini † m° † ccc° † χ χ χviii † fufa † elt † Campana † in honore fci † menceflan † amen
Na plášti byl čtverhraný relief, 13 cm dlouhý a 10 cm široký, v něm vyobrazen kříž a na jeho koncích pelikáni. U patky je lebka, po stranách P. Maria a sv. Jan Nepomucký, nahoře jsou andělé s odznaky slunce a měsíce a kolem drobný nápis:
A vos amnes qui tran

litis figuram hanc conlpicite

Memores mei lemper li

Tis et mundom nune delpicite

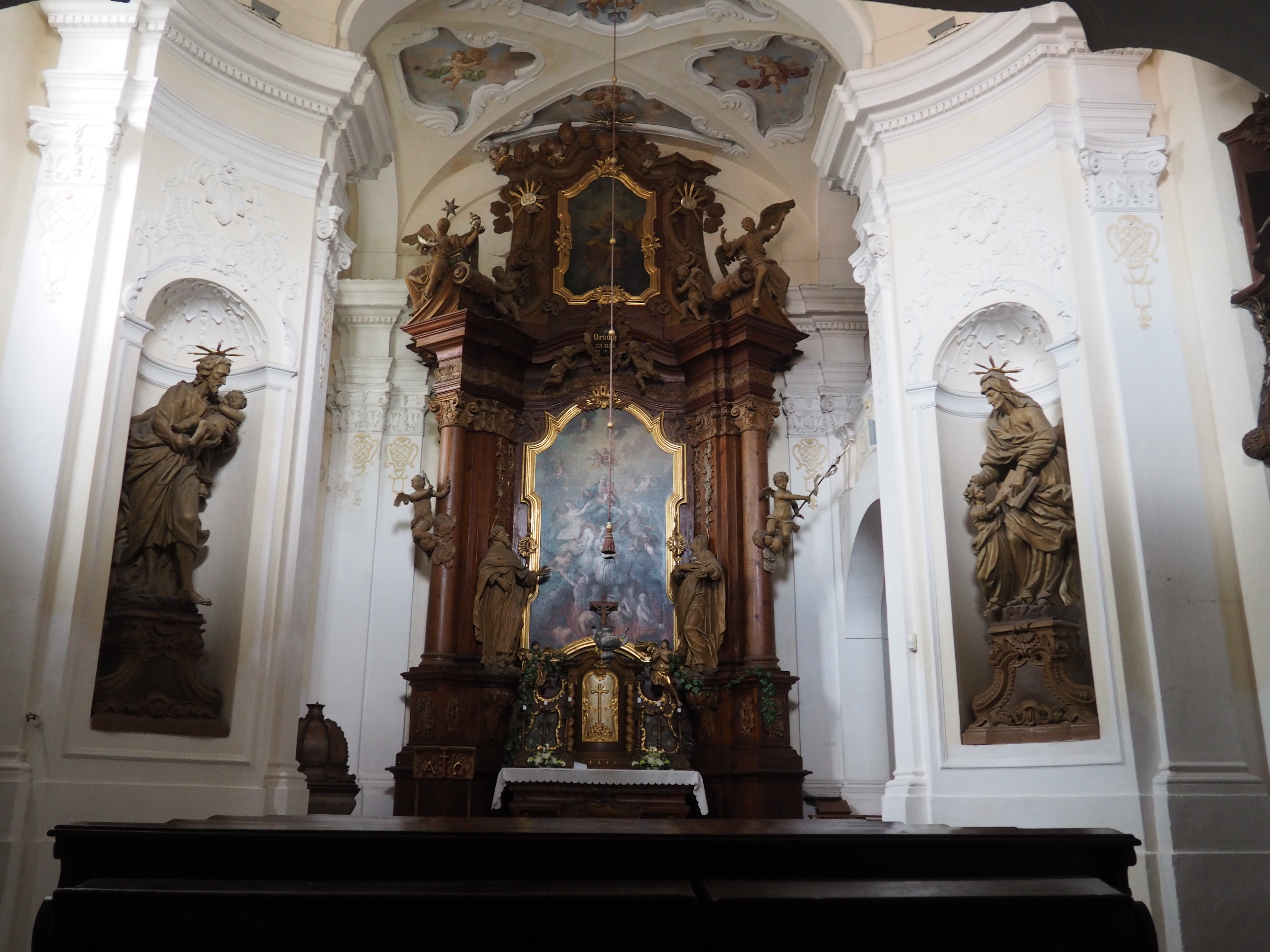
Oltář Škapulířové kaple

Reliéf byl vyříznut a uložen v městském českobudějovickém muzeu, odlitek pak i se starým nápisem byl dán na nový zvon.

###### ZvonPanny Marie
Zvon má průměr 69 cm, vážil 200 kg a měl kolem čepce nápis:

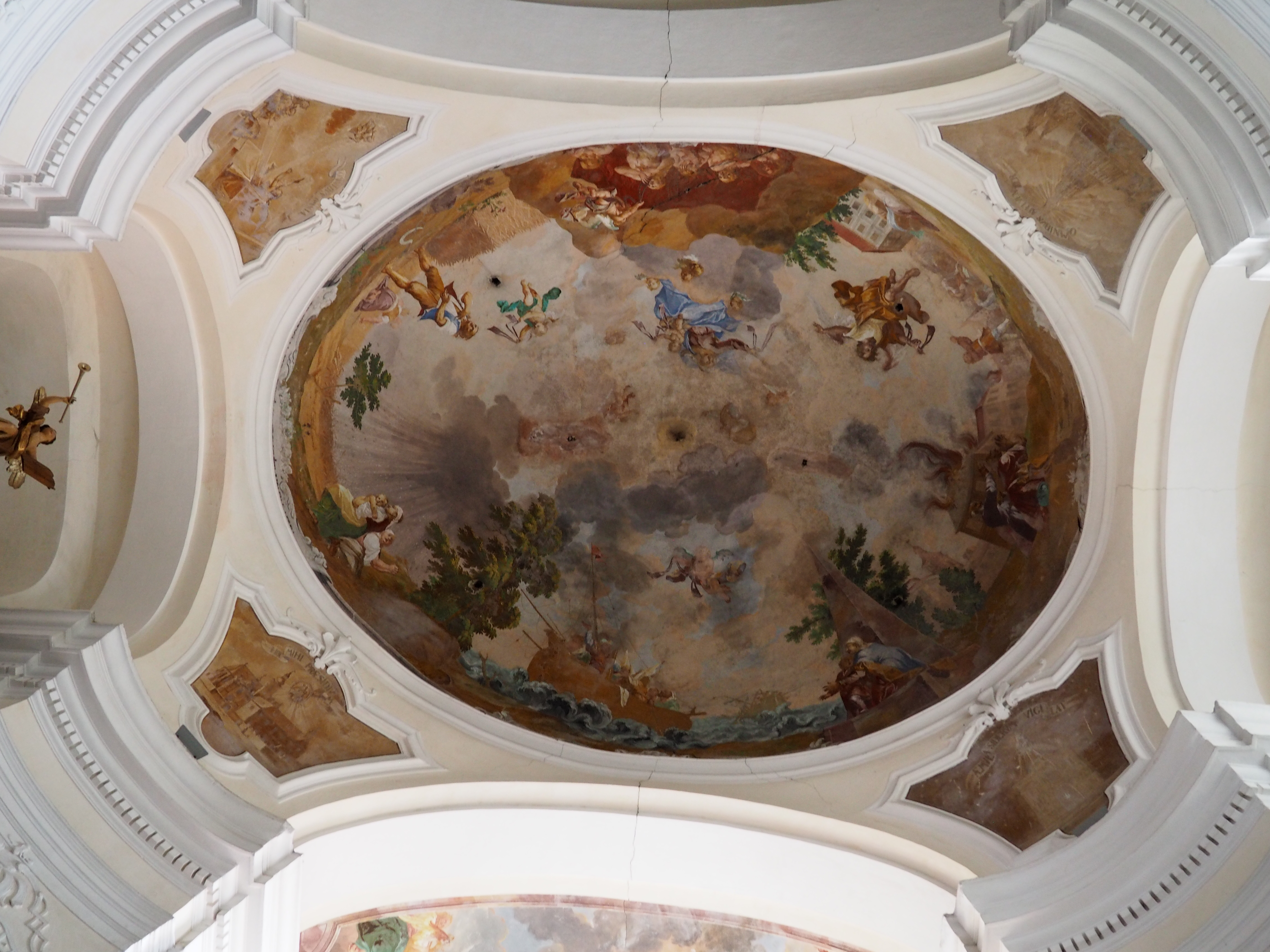
Klenutý strop Škapulířové kaple

X ave % maria % grafia % plena % dominos % tecum % bene

#### Škapulířovákaple
K severní straně kostelní sakristie byla v roce 1747, kde se pod podlahou nalézají základy středověké kaple Panny Marie Kramelské, postavena Škapulířová kaple. Tato kaple je přístupná také z křížové chodby kláštera. Nad lavicemi se nachází cibulovitá báň, zdobená nástropní freskou a nad oltářem je křížová klenba s freskami andělíčků. Oltář má vyřezávané antické motivy. Tvarosloví portálu a také to, že není umístěn na osu klenebného pole ambitu, ukazuje, že kapitulní síň byla dokončena kolem roku 1490, v době kdy ještě nestálo východní křídlo křížové chodby.

#### Ambit
Z neveliké stavby bývalého konventu stojí za zmínku ambit, do něhož se vstupuje z kostelní lodi zmodernizovanými dveřmi prolomenými v severní zdi. Čtvercová chodba, 4 m široká obkličuje 10 m dlouhé a široké nádvoří. Do tohoto nádvoří z líce zdi vystupují, po každé straně, dva široké opěrné pilíře. Až do výše prvního patra mají obyčejný tvar, dále jsou však osazeny prohnutou, římsovitě přečnívající kosinou, nad níž klínovitě vynikají ze stěny, ostrou hranou pětibokého hranolu. Nahoře jsou pilíře koso seříznuty a patrně pozdějšími opravami porouchány. Mezi pilíři se po každé straně nad čistě vypracovaným soklem otevírají tři okna, bez prutů a kružeb.
V severním, východním a jižním křídle jsou okna tvořena hrotitými oblouky s téměř přímými rameny, v západním křídle jsou polokruhové okenní oblouky, nad nimi se však přepínají vysoké oslí hřbety téměř záclonového tvaru.

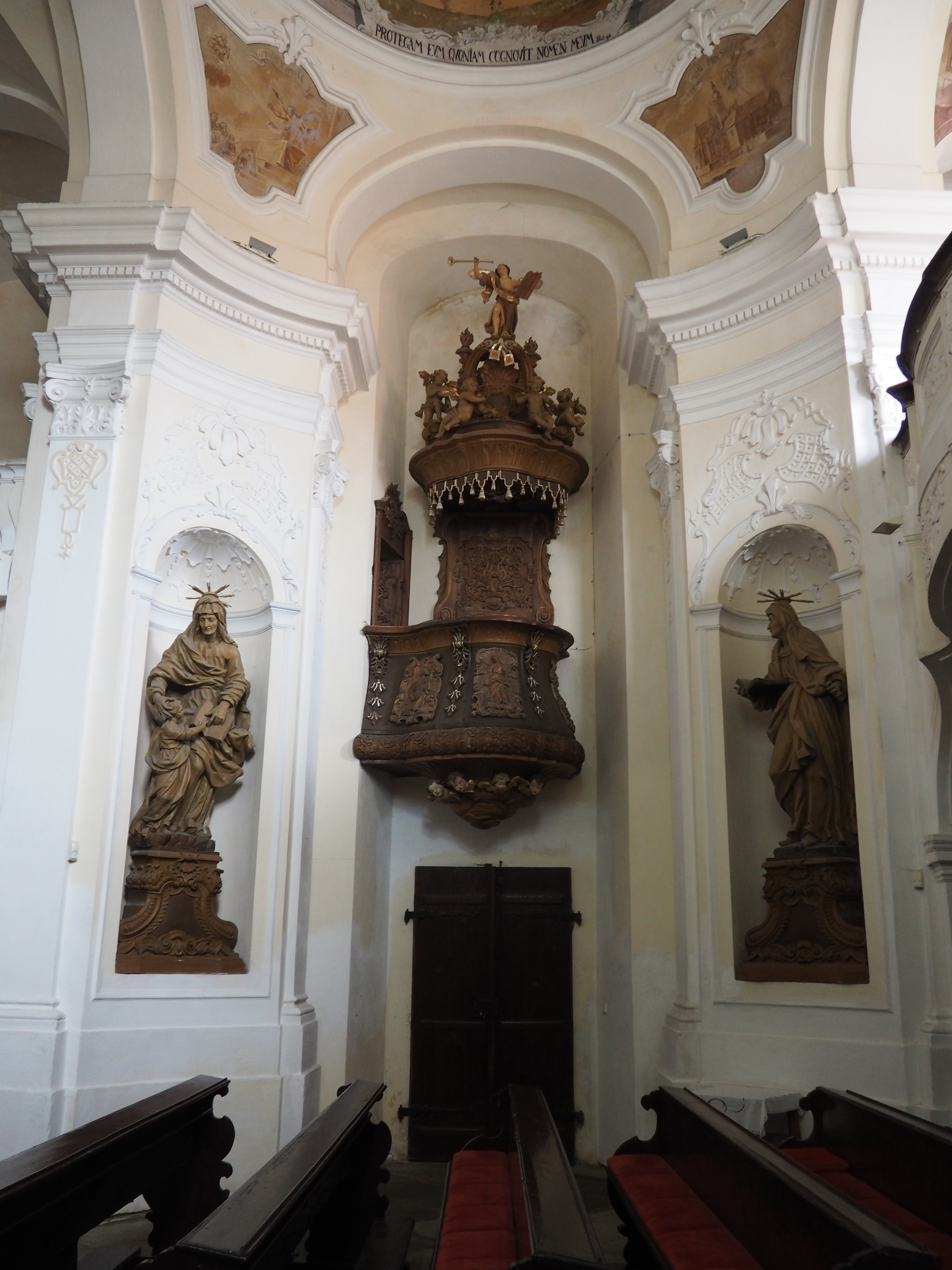
Kazatelna Škapulířové kaple

Pilíře, sokl, ostění i oblouky jsou čistě provedeny z jemného granulitu..
Rovněž jsou provedeny rozmanitě s hravým tvarem klenby ambitu. V jižním křídle, z jehož stěny vynikají slabé trojboké kostelní přípory, je hvězdová klenba, zdobená na svornících erbem Petra z Lindy a pětilistou růží, v západním křídle je poloviční hvězdová klenba, jejíž konzoly jsou zapuštěny na jedné straně v pilířích, na druhé ve stěnách proti osám oken. V severním a východním křídle jsou klenby síťové se spletenými žebry v rohových polích.